# Lecudina pherusae
Lecudina pherusae is een soort in de taxonomische indeling van de Myzozoa, een stam van microscopische parasitaire dieren. Het organisme komt uit het geslacht Lecudina en behoort tot de familie Lecudinidae. Lecudina pherusae werd in 1974 ontdekt door Levine.